# N6-Isopentényladénosine
La N6-isopentényladénosine (i6A), ou riboprine, est un nucléoside rare dont la base nucléique est l'isopentényladénine, un dérivé isopentényle de l'adénine, l'ose étant le β-D-ribofuranose. Elle est présente naturellement, tout comme la N6-thréonylcarbamoyladénosine, dans certains ARN de transfert en position adjacente à l'adénosine des anticodons ANN, c'est-à-dire des ARNtIle, ARNtThr, ARNtAsn, ARNtLys, ARNtSer et ARNtArg en position 37.